# IC 187
IC 187 est une paire de galaxies en interaction gravitationnelle constituée de la galaxie spirale barrée PGC 7683 et de la galaxie spirale PGC 2800932,. Dans l'encadré à droite, les caractéristiques de PGC 7683 sont indiquées en premier.
IC 187 situé dans la constellation du Triangle. Sa vitesse par rapport au fond diffus cosmologique est de (4882 ± 19) km/s, ce qui correspond à une distance de Hubble de 72,0 ± 5,1 Mpc (∼235 millions d'al). Cette paire de galaxies a été découverte par l'astronome américain Edward Swift en 1890.
La classe de luminosité de IC 187 est I et elle présente une large raie HI.
À ce jour, près d'une dizaine de mesures non basées sur le décalage vers le rouge (redshift) donnent une distance de 75,856 ± 5,054 Mpc (∼247 millions d'al), ce qui est à l'intérieur des valeurs de la distance de Hubble.

## Groupe d'IC 187
IC 187 fait partie du groupe de galaxies auquel il a donné son nom. Ce groupe comprend au moins 14 galaxies, dont NGC 765, NGC 776, IC 187 et IC 1764. Ces quatre galaxies, ainsi qu'UGC 1451 (noté 0155+2507 (pour CGCG 0155.6+2507)) sont aussi mentionnées par Abraham Mahtessian dans un article paru en 1998. Mahtessian donne cependant le nom de groupe de NGC 765 à ce groupe de cinq galaxies.